# عوز نازعة هيدروجين البيروفات
عوز نازعة هيدروجين البيروفات (بالإنجليزية: Pyruvate dehydrogenase deficiency)، هو اضطراب تنكسي عصبي نادر مرتبط باضطراب عملية الأيض المتقدري. يعتبر أحد الأمراض الوراثية وينجم عن طفرات في أحد مكونات معقد نازعة هيدروجين البيروفات، وهو معقد متعدد الإنزيمات يلعب دور أساسي في عملية الأيض؛ باعتباره خطوة تنظيمية رئيسية في المسارات المركزية لاستقلاب الطاقة في المتقدرة. يظهر الاضطراب خصائص غير متجانسة من ناحية العرض السريري والشذوذ الكيميائي الحيوي.

## العلامات والأعراض
يظهر المرض بشكل عام كأحد الشكلين؛ إذ يظهر النمط الأيضي على شكل حماض لبني، بينما يظهر النمط العصبي على شكل نقص توتر عضلي وسوء تغذية وخمول وتشوهات هيكلية في الدماغ. قد يصاب المرضى بنوبات صرعية و/ أو تشنجات عصبية. تتطور هذه الأشكال من المرض عادةً لتسبب إعاقة ذهنية وصغر رأس وعمى وشناج.
قد تملك بعض الإناث كمية فعالة متبقية من نازعات هيدروجين البيروفات، ولهذا لن تدخلن بحماض لبني جهازي لا يمكن السيطرة عليه، وستعانين القليل من الأعراض العصبية، إن وجدت على الإطلاق. على العكس من ذلك، ستعاني الإناث اللاتي يملكن نشاط إنزيمي ضئيل أو معدوم من ضمور وتشوهات هيكلية كبيرة في الدماغ. يفترض أن يكون الموت في الرحم مصير الذكور الحاملين لطفرات تلغي نشاط الإنزيم بشكل كامل أو شبه كامل، بسبب عدم قدرة خلايا الدماغ على إنتاج الأدينوسين ثلاثي الفوسفات بكمية كافية تجعلها فعالة عمليًا. مع ذلك، من المتوقع أن تكون معظم الحالات متوسطة الشدة، وظهورها السريري يتضمن الحماض اللبني. يعاني الأطفال الذكور الذين يعيشون حتى نهاية الحمل من أعراض أكثر حدة مقارنةً بالإناث، وتكون معدلات وفاتهم عالية خلال السنوات القليلة الأولى من العمر.
قد يظهر المرض قبل الولادة بعلامات غير محددة، كانخفاض درجات أبغار وصغر الحجم بالنسبة لعمر الحمل. تعاني هذه الحالات أيضًا من استسقاء الرأس وترقق النسيج الدماغي. تؤخذ الاضطرابات الأيضية بعين الاعتبار في حالات سوء التغذية والخمول غير الموافق للإصابة بمرض فيروسي خفيف خاصةً بعد استبعاد العدوى البكتيرية. يمكن تعزيز فعالية نازعة هيدروجين البيروفات عن طريق ممارسة الرياضة والفينيل بوتيرات وثنائي أسيتات الكلور.
يتميز التظاهر السريري لعوز نازعة هيدروجين البيروفات الخلقي عادةً بسمات عصبية غير متجانسة تظهر عادةً خلال السنة الأولى من العمر. بالإضافة إلى ذلك، يعاني المرضى عادةً من زلة تنفسية شديدة بسبب الحماض الأيضي الشديد، ويكون في غالب الحالات حماض لبني. لا يستجيب الحماض الأيضي لدى هؤلاء المرضى عادةً على تعويض البيكربونات.
يسرد الجدول التالي الأعراض الشائعة لعوز نازعة هيدروجين البيروفات:
| الأعراض             | التعريف/ الشرح |
| الحماض اللبني       | تكون مستويات اللاكتات في الدم عالية. قد يسبب ذلك الغثيان والتقيؤ ومشاكل في التنفس واضطراب ضربات القلب. * في الحالات الأقل شدة، قد تتضمن علامات الحماض اللبني الرنح. قد تحدث النوبات فقط عند المرض أو تحت الضغط أو بعد تناول كميات كبيرة من الكربوهيدرات. |
| فرط أمونيا الدم     | ارتفاع مستويات الأمونيا في الدم، وهذا قد يسبب تخليط وضعف وتعب. |
| تشوهات الوجه        | رأس ضيق وجبهة بارزة وجسر أنف عريض ومنخرين واسعين. |
| الإعاقات العصبية    | تأخر في النمو وإعاقات ذهنية ونوبات صرعية وخمول (نقص طاقة) واضطراب حركة العين وعمى وصغر رأس واختلال تناسق الحركات وصعوبة في المشي. |
| تشوه البنى الدماغية | نقص تطور الجسم الثفني وضمور القشرة الدماغية ووجود آفات في بعض أجزاء الدماغ. |
| تشوهات عضلية        | نقص التوتر العضلي (ضعف العضلات) والشناج (عضلات مشدودة) والرنح (حركات عضلية غير طبيعية). |
| عيوب لدى الرضع      | انخفاض درجات حرز أبغار لدى الرضيع (درجات تقيس صحة الطفل بعد الولادة) وانخفاض الوزن عند الولادة وصعوبة الرضاعة. |
| صعوبات التنفس       | تسرع التنفس. |
| تشوهات الجنين       | نقص قدرة الجنين على كسب الوزن وانخفاض مستويات هرمون الإستريول في بول الأم. |